# Kansas City (Kansas)
Pour les articles homonymes, voir Kansas City et KCK.
Kansas City est une ville des États-Unis, siège du comté de Wyandotte dans l'État du Kansas. Elle fait partie d'une fédération de villes (Unified Government) englobant également Bonner Springs et Edwardsville. D'après le recensement de 2019, la ville compte 152 960 habitants.
Située à la jonction des rivières Missouri et Kansas, la ville est en face de son homonyme, dans le Missouri, et fait partie de la zone métropolitaine de Kansas City qui se trouve sur deux États.
Le sigle KCK est souvent utilisé pour différencier la ville de Kansas City dans l'État du Kansas, de la ville de Kansas City dans l'État du Missouri.

## Géographie
Kansas City se situe pratiquement au centre des États-Unis, au confluent des rivières Missouri et Kansas, à environ 820 kilomètres au sud-ouest de Chicago, la troisième plus grande ville du pays.
La ville est constituée, comme beaucoup d'autres villes américaines, d'un quartier d'affaires entouré par de vastes banlieues pavillonnaires. Toutefois, l'existence du Missouri, ainsi que la frontière entre le Kansas et le Missouri, ont freiné le développement de la ville métropole sur la rive ouest.

## Histoire
La ville fut fondée à l'emplacement d'un ancien fort français datant de l'époque de la Louisiane française, le fort Cavagnial.
La ville se trouve près de l'extrémité est de la Piste de Santa Fe qui fut utilisée par les trappeurs et négociants, dont de nombreux d'origine française (canadienne, louisianaise), aux XVIIIe et XIXe siècles.

## Économie
La ville abrita entre autres l'Usine North American qui fabriqua des bombardiers durant la Seconde Guerre mondiale puis, rachetée par General Motors, des automobiles jusqu'en 1986.

## Démographie
| Groupe            | Kansas City | Kansas | États-Unis |
| ----------------- | ----------- | ------ | ---------- |
| Blancs            | 52,2        | 83,8   | 72,4       |
| Afro-Américains   | 26,8        | 5,9    | 12,6       |
| Autres            | 13,8        | 3,9    | 6,2        |
| Métis             | 3,8         | 3,0    | 2,9        |
| Asiatiques        | 2,8         | 2,4    | 4,8        |
| Amérindiens       | 0,8         | 1,0    | 0,9        |
| Total             | 100         | 100    | 100        |
|                   |             |        |            |
| Latino-Américains | 27,8        | 10,5   | 17,37      |

Selon l'American Community Survey, pour la période 2011-2015, 73,00 % de la population âgée de plus de 5 ans déclare parler l'anglais à la maison, 22,46 % déclare parler l'espagnol, 0,69 % une langue hmong, 0,55 % une langue africaine, 0,53 % une langue chinoise et 2,77 % une autre langue.

## Religion
Kansas City est le siège de l'archidiocèse catholique de Kansas City avec la cathédrale Saint-Pierre-Apôtre, de style néogothique.

## Sports
| Équipe                  | Ligue          | Stade                 | Création | Titres |
| ----------------------- | -------------- | --------------------- | -------- | ------ |
| Sporting de Kansas City | MLS (football) | Children's Mercy Park | 1996     | 2      |

- Ovale de Nascar - Kansas Speedway.

## Jumelages
Kansas city est jumelé avec quatre villes.
- Karlovac (Croatie)
- Limerick (Irlande) (Irlande)
- Linz (Autriche) depuis 1988
- Uruapan (Mexique)